# Leptogenys leiothorax
Leptogenys leiothorax es una especie de hormiga del género Leptogenys, subfamilia Ponerinae.

## Taxonomía
Esta especie fue descrita científicamente por Prins en 1965.